# Тайрон Маккалоу
Тайрон Маккалоу (англ. Tyrone McCullough, 9 вересня 1990, Деррі, Північна Ірландія) — британський та ірландський боксер, призер чемпіонату Європи серед аматорів.

## Аматорська кар'єра
На чемпіонаті Європи 2010 Тайрон Маккалоу у складі збірної Ірландії завоював бронзову медаль.
- В 1/8 фіналу переміг Петру Апостола (Молдова) — 13-2
- У чвертьфіналі переміг Азата Оганесяна (Вірменія) — 6-3
- У півфіналі програв Іану Віверу (Англія) — 3-10

На Іграх Співдружності 2010 під прапором Північної Ірландії програв у другому бою.

## Професіональна кар'єра
2015 року дебютував на професійному рингу. Впродовж 2015—2021 років провів шістнадцять боїв, з яких у чотирнадцяти переміг і у двох зазнав поразок.